# FN's delingsplan for Palæstina
Den 29. november 1947 stemte De Forenede Nationers Generalforsamling med 33 stemmer for, 13 imod og 10 som undlod at stemme, for en delingsplan, der skulle træde i kraft ved afslutningen på det britiske mandat i Palæstina. Planen blev senere kaldt FN's delingsplan for Palæstina eller FN's hovedforsamlings resolution 181. Planen anbefalede at dele det eksisterende Mandatområdet i Palæstina i to uafhængige stater, henholdsvis en jødisk og en arabisk stat.
Foruden at anbefale dannelsen af to uafhængige stater anbefalede resolutionen ligeledes, at Jerusalem skulle være et "corpus separatum" under international overvågning. Forslag til de konkrete grænser for de to forslåede stater blev endvidere udpenslet i delingsplanen. Resolutionen fremlagde endvidere en plan for gradvis udtrækning af britiske soldater fra mandatområdet, ligesom det konkret blev foreslået, at Storbritannien senest skulle trække sig ud af Palæstina 1. august 1948. De nye stater ville opstå to måneder efter tilbagetrækningen, dog senest 1. oktober 1948.
Resolutionen blev accepteret af the Jewish Agency for Israel på trods af, at de opfattede den som værende begrænsende. De arabiske ledere afviste resolutionen og indikerede, at de ikke var villige til acceptere nogen form for territorial opdeling og argumenterede for, at den krænkede principperne for national selvbestemmelse i FN-pagten.
Umiddelbart efter vedtagelsen af resolutionen udbrød der borgerkrig mellem jøderne og araberne i Palæstina, hvilket i sidste ende resulterede i den arabisk-israelske krig 1948. Således blev FN's delingsplan for Palæstina aldrig implementeret. Endvidere skal det påpeges, at resolutioner, som er blevet vedtaget i FN's Generalforsamling, ikke er bindende eller skal opfattes som afgørende beslutninger, men derimod blot skal anses som anbefalinger.

## Baggrund
I november 1917, mens General Allenby forberedte sig på at erobre Palæstina, udstedte det britiske udenrigsministerium Balfour-deklarationen: et brev fra udenrigsminister Lord Balfour til Lord Rothschild, lederen af den britiske zionistbevægelse. Deklarationen lød:
His Majesty's Government view with favour the establishment in Palestine of a national home for the Jewish people, and will use their best endeavours to facilitate the achievement of this object, it being clearly understood that nothing shall be done which may prejudice the civil and religious rights of existing non-Jewish communities in Palestine, or the rights and political status enjoyed by Jews in any other country.
Denne deklaration var et kompromis, baseret på et udkast til et telegram, som Lord Balfour havde bedt Weizmann om at sende tidligere. Det rummede ingen formelle forpligtelser. Det reflekterede den britiske zionistbevægelses, ledet af Dr Chaim Weizmann, bestræbelser – gammel følt britisk ønske om oprejsning for jøderne, og britiske strategiske og imperiale overvejelser på den ene side.
På den anden side reflekterede det de bekymringer, som britiske anti-zionister og ansatte i udenrigsministeriet havde angående at gøre den arabiske verden fjendtlig stemt.  Disse modsatrettede kræfter skulle blive genspejlet i den omskiftelige britiske politik, som til sidst fik Storbritannien til at opgive mandatet, hvilket til sidst førte til delingen af Palæstina.
Efter den 1. verdenskrig og Det Osmanniske Riges kollaps, mødtes det sejrende Allied Supreme Council til San Remo-konferencen i april 1920 for at bekræfte uddelingen af de Osmanniske lande, til at høre under det foreslåede mandatsystem. Palæstina blev placeret under det britiske mandat. Folkeforbundets britiske mandat for Palæstina gjorde et nationalt hjem for jøder til en del af International Lov, ved at inkorporere ordlyden fra Balfour-deklarationen. Mandatet blev støttet af USA, som en del af præsident Woodrow Wilson's støtte for national selvbestemmelse.
Jødisk immigration til Palæstina var i den første tid efter verdenskrigen sparsom, dels på grund af svære omstændigheder i Palæstina og mangel på tilstrækkelig opbakning til zionisme til at stå imod pionerlivets trængsler, dels på grund af manglende midler til udvikling. Men i 1930'erne med dets stigende anti-semitisme og fremkomsten af Adolf Hitler i Tyskland, bragte den femte Aliyah jøder i betydeligt antal til Palæstina.
Den 24. juli 1922, i London, blev betingelserne som knyttede sig til det britiske mandat i Palæstina godkendt af Folkeforbundet. Men den britiske regering besluttede på sit eget initiativ at fjerne Transjordanien, som udgjorde 78 % af Palæstina-mandatets areal, fra mandatets jurisdiktion, og forme en separat arabisk enhed vest for Jordan-floden, CisJordanien. Dette kan betragtes som den første deling af Palæstina. Som følge heraf godkendte Folkeforbundet den 16. september 1922 et memorandum fra Lord Balfour, som bekræftede fjernelsen af Transjordanien fra de klausuler under mandatet, som vedrørte skabelsen af et jødisk nationalt hjem og fra mandatets ansvar for at hjælpe med jødisk immigration og beboelsesområder.
Den arabiske revolte 1936-9 blev udløst af stigende jødisk immigration, og stigende arabisk nationalfølelse. Den britiske Peel-kommissionen foreslog et Palæstina delt mellem en lille jødisk stat (omkring 15 %), en meget større arabisk stat og en international zone.Efter at dette forslag blev afvist af den arabiske side, skiftede briterne standpunkt og søgte at begrænse jødisk indvandring til Palæstina. Dette blev betragtet som en modsigelse af betingelserne for mandatet, og en anti-humanitær katastrofe, set i lyset af den stigende forfølgelse i Europa. I førkrigsårene førte det til organiseringen af illegal immigration. Mens den lille Lehi gruppe angreb briterne, håbede Jewish Agency, som repræsenterede mainstream af det zionistiske lederskab, stadig på at kunne overtale briterne til at genskabe jødiske indvandrings-rettigheder og samarbejdede med briterne i krigen mod fascismen. Da briterne insisterede på at forhindre immigration af overlevende fra Holocaust efter 2.verdenskrig, begyndte det jødiske samfund at gøre oprør og at føre guerillakrig. Denne krigsførelse sammen med amerikansk pres for at gøre en ende på anti-immigration politikken var afgørende faktorer, som tvang briterne til at opgive mandatet og overlade problemet til de Forenede Nationer.
De Forenede Nationer, afløseren for Folkeforbundet, forsøgte at løse konflikten mellem arabere og jøder i Palæstina.
Den 15. maj 1947 nedsatte FN en komite, UNSCOP, sammensat af repræsentanter for 11 stater. For at gøre komiteen mere neutral, var ingen af stormagterne repræsenteret. Efter at have brugt 3 måneder med høringer og undersøgelser af situationen i Palæstina, udgav UNSCOP den 31. august officielt en rapport. En majoritet af de 11 nationer, (Canada, Tjekkoslovakiet, Guatemala, Holland, Peru, Sverige, Uruguay) anbefalede dannelsen af uafhængige arabiske og jødiske stater, med Jerusalem som international administration.
En minoritet (Indien, Iran, Jugoslavien) støttede dannelsen af en enkelt føderal stat, som rummede både en jødisk og en arabisk delstat. Australien afstod fra at stemme. På den måde blev der stemt for en jødisk stat, selvom den ville være mindre, end den som var blevet lovet i Folkeforbundets resolution. Også for første gang, ville der blive skabt en arabisk stat i Palæstina.

## Ejerskab
Palæstinas areal var omkring 26.320 km², af hvilket omkring en tredjedel var opdyrkelig. Til sammenligning tjener, at dagens Israel (i 2006) har et areal på 20.770 km². (Israels Geografi). Jord som var i jødisk besiddelse var steget fra 456 km² i 1920 (altså 1,73 % af Palæstinas areal) til 1.393 km² i 1945 (5,29 % af Palæstinas areal) og 1.850 km² i 1947 (7 % af Palæstinas areal) (Avneri p. 224). Der er ingen tal tilgængelige for arabisk ejerskab, grundet besværligheder i forbindelse med overførelsen af den upålidelige Osmanniske jord-registratur til et moderne registreringssystem.
Hver stat skulle bestå af 3 hoved-sektioner, forbundet af ekstra-territorielle veje ; den arabiske stat skulle også have en enklave ved Jaffa. Med omkring 32% af befolkningen, skulle jøderne have 56% af territoriet, et område som dengang rummede 499,000 jøder og 438,000 palæstinensere, skønt dette omfattede den svært beboelige Negev ørken i syd. Palæstinenserne skulle have 42% af landet, som dengang havde en befolkning på 818,000 Palestinians og 10,000 jøder. I erkendelse af Jerusalem-området (inkl.Bethlehem) religiøse betydning, skulle dette være Corpus Separatum, administreret af UN.

## Generalforsamlingens afstemning
FN bestod dengang af 57 lande. De 33 lande (58%) som stemte for delingen var:
| - Australien - Belgien - Bolivia - Brasilien - Canada - Costa Rica - Tjekkoslovakiet - Danmark - Dominikanske Republik - Ecuador - Filippinerne - Frankrig - Guatemala - Haiti - Holland - Hviderussiske SSR - Island - Liberia - Luxembourg - New Zealand - Nicaragua - Norge - Panama - Paraguay - Peru - Polen - Sovjetunionen - Sverige - Sydafrika - Ukrainske SSR - Uruguay - USA - Venezuela | De 13 lande (23%) som stemte imod var: - Afghanistan - Cuba - Grækenland - Indien - Irak - Iran - Libanon - Pakistan - Saudi-Arabien - Syrien - Tyrkiet - Yemen - Egypten De 10 lande (17%) som undlod at stemme var: - Argentina - Chile - Colombia - El Salvador - Etiopien - Honduras - Jugoslavien - Republikken Kina - Mexico - Storbritannien Et land (2%) var fraværende : - Thailand |